# Bisdom Canelones

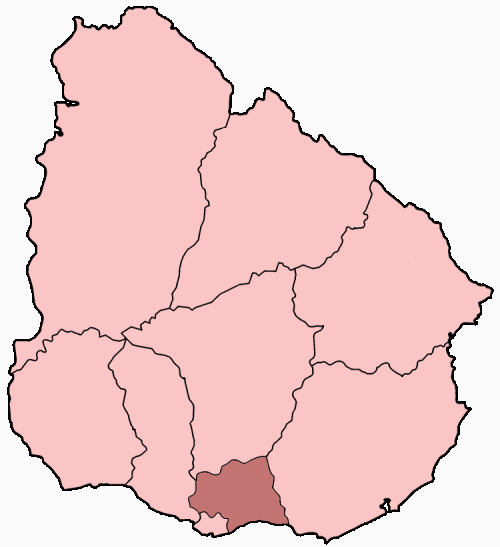
Het bisdom Canelones binnen Uruguay

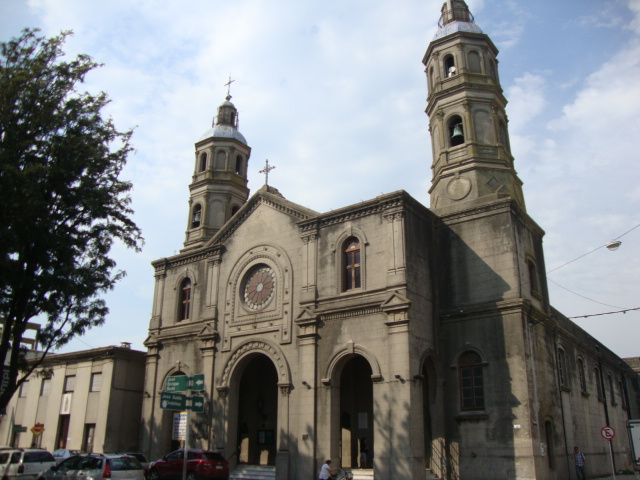
Kathedraal Nuestra Señora de Guadalupe in Canelones

Het bisdom Canelones (Latijn: Dioecesis Canalopolitana) is een rooms-katholiek bisdom met als zetel Canelones in Uruguay. Het bisdom is suffragaan aan het aartsbisdom Montevideo. Het bisdom werd opgericht in 1961.
In 2021 telde het bisdom 34 parochies. Het bisdom heeft een oppervlakte van 4.532 km² en telde in 2021 506.900 inwoners waarvan 77,9% rooms-katholiek was. 

## Bisschoppen
- Orestes Santiago Nuti Sanguinetti, S.D.B. (1962-1994)
- Orlando Romero Cabrera (1994-2010)
- Alberto Sanguinetti (2010-2021)
- Heriberto Andrés Bodeant Fernández (2021-)

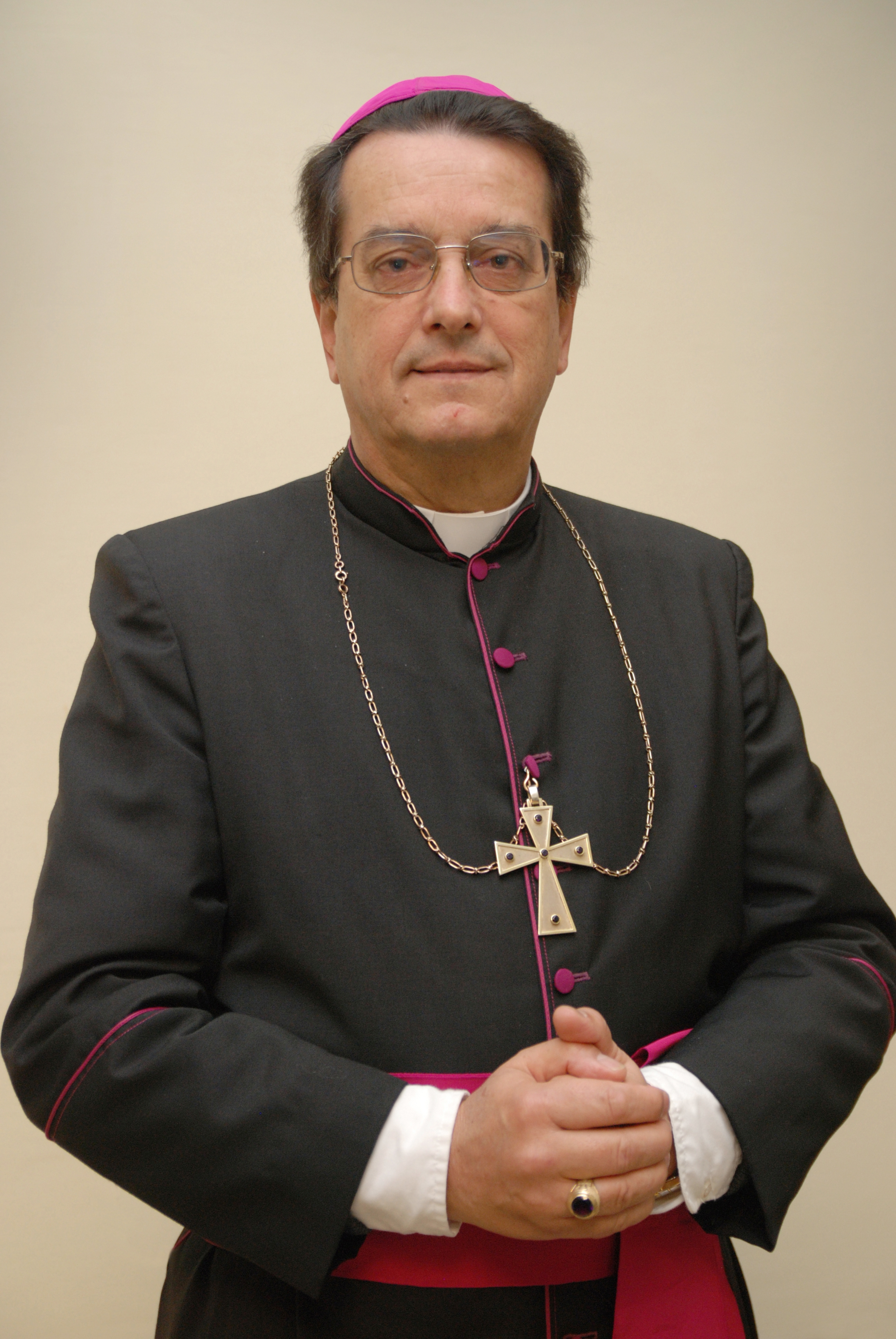
Alberto Sanguinetti